# Jean Dufrénoy
Jean Dufrénoy (1894-1972) est un chercheur, professeur d'agriculture, de biologie végétale (pathologie, physiologie et de biochimie), généticien et statisticien. Sa vie est partagée entre la France et les États-Unis où on lui doit la production industrielle de la pénicilline. 
C'était un scientifique créatif souvent non conformiste, auteur de très nombreuses publications. Il a spécialement travaillé le tabac et la canne à sucre. Il est aussi auteur de dessins et d'aquarelles.

## Biographie
Naissance le 13 juin 1894 à Paris, 33 rue Greuze. Habite Arcachon à compter de 1912, suit une formation de botanique et de physiologie végétale à la Faculté des sciences de Bordeaux. Licencié ès sciences en 1918, il entre à Agro en 1919, ingénieur diplômé en 1921, thèse de doctorat es-sciences en 1925. Se spécialise en biologie cellulaire de la pathologie végétale. À la suite de ses recherches sur l'encre des châtaigniers il ouvre comme directeur la station IRA (deviendra INRA) de Brive. En 1929, il travaille la virologie du tabac avec P. Gisquet à Bergerac. Boursier de la fondation Rockfeller il poursuit en virologie à l'université Cornell, avec un biais statistique puis à l'Université de Californie (1933 à 1935), et en 1937, à Londres avec Ronald Fisher.
À Riverside, il travaille sur les maladies des agrumes (pathologie des carences). En 1939, il enseigne la pathologie végétale à l'université de Louisiane (physiopathologie sur la canne à sucre). En 1940, il met en place la production industrielle de la pénicilline aux Laboratoires Cutter avec Robertson Pratt, microbiologiste à Berkeley (sélection de souches productrices et méthode de culture), qui permet une utilisation à grande échelle sur les blessés de guerre et lui vaut notoriété et reconnaissance. En 1949, il publie le premier traité sur les antibiotiques, puis partage sa vie entre l'Europe et les Etats-Unis.
Le 7 octobre 1954 il est nommé professeur à la chaire d'agriculture, biologie végétale et production agricole du CNAM où ses cours cesseront en 1971 à Nice. Son enseignement fait une large part aux méthodes statistiques d'analyse, il touche un large public professionnel. Il est élu à l'Académie d'agriculture en 1957, il donne de nombreuses communications et des présentations d'ouvrages. Retraité à la Bastide Rouge à Saint-Paul-de-Vence il anime un séminaire de statistique appliquée pour IBM-France et fréquente le Centre associé du CNAM à Nice. En 1966, il est atteint d'un infarctus mineur lors d'un congrès à Beyrouth. Toujours actif il meurt d'un malaise le 12 juin 1972 à Nice. 
Les biens familiaux dont il avait hérité et qu'il gérait avec sa sœur Marie-Louise (1898-1976) sont légués à l'Académie d'agriculture (où ils alimentent les Prix annuels Dufrénoy), et - aux Etats-Unis - à une fondation de bourses d'étude en France pour des étudiants américains.

### Titres et distinctions
- Membre titulaire de la Société de statistique de Paris depuis 1936 (président en 1948 et président honoraire à vie).
- Membre titulaire de l'Académie d'agriculture de France (section des cultures), 1956-1972.
- Directeur de la Station de recherches agronomiques du Sud-Ouest, à La Grande Ferrade (Gironde)[4]
- Membre de l'Institut international de statistique.
- Professeur au CNAM de 1954 à 1971 (chaire d’agriculture, physiologie végétale, production agricole).

### Mécénat
- Le prix Jean Dufrénoy est un prix annuel (2500 €) attribué par l'Académie d'agriculture de France depuis 1981 à un jeune chercheur dont les travaux ont été inspirés par l’œuvre de Jean Dufrénoy au bénéfice de l’agriculture[5]. Un Prix Marie-Louise Dufrénoy est décerné depuis 2020[6].
- La Médaille d’Argent Dufrénoy de l’Académie récompense une thèse soutenue dans le cadre d’une école doctorale française[7].
- Les bourse annuelles de recherche Jean et Marie-Louise Dufrénoy - Crédit Agricole IdF aident les jeunes chercheurs en préparation d’un doctorat ou à des techniciens en formations avancées[8].

- La bourse annuelle Jean et Marie-Louise Dufrénoy permet à un(e) étudiant(e) américain(e) de suivre une année universitaire en France dans sa discipline scientifique[9]. Elle est attribuée par la Société des Professeurs Français et Francophones d’Amérique SPFFA.

## Publications

### Livres
- Les Tumeurs des résineux (Thèses de la Faculté des sciences de Paris. Doctorat ès sciences naturelles). Corbeil, impr. Crété, 1924. 171 p.[10]
- Génétique du Tabac. Cartea Romaneasca. 52 p. 1932.
- G. Bourguignon, d'Arquier, J. Dufrénoy, Jules Regnault, Roger. Les Réflexes. Leur mécanisme physiologique et leurs perturbations pathologiques. Ed. de la Revue de Pathologie Comparée et d'Hygiène Générale, 121 pp. 1933.
- (en) Comparative metabolism of the cells of various chromosomal types of Nicotiana Tabacum. Berkeley, Univ. of Cal., Publ. in Botany. 22 p. 1935.
- P. Chouard, J. Dufrénoy, A. Eichhorn, L. Emberger, R. Gautheret, G. Mangenot, H.J. Maresquelle, H. Prat. Les Idées modernes sur le mécanisme de la photosynthèse. Paris, Hermann et Cie. 62 pp. 1941
- Marcel Vézian, Prosper E. Marcel Gisquet  et Jean Dufrénoy. Introduction à la génétique du tabac. Paris, Impr. nationale, 155 p.1937[11].
- (en) Robertson Pratt et Jean Dufrénoy. Pratt and Dufrénoy's Antibiotics. Philadelphie, Lippincott Co. 1949, réed. 1953 . 398 pp.[12]
- L'information appliquée aux techniques de résolution des problèmes biologiques (cours du Conservatoire des Arts et Métiers) - Centre de Doc. Universelle, Ronéo, 1960.

### Articles
Sélection d'articles, pour les 30 publications dans le Journal d'agriculture traditionnelle et de botanique appliquée (de 1923 à 1954) voir Persée, pour les 24 publications dans la Revue de botanique appliquée et d'agriculture coloniale voir Persée (dont Les antibiotiques et l'agriculture - 1954) et les 27 Œuvres textuelles recensées par la BnF voir BnF. 
- (en) An Important Biological Problem: The Significance of Essences and Pigments. Scientific American Supp. n° 2205, Vol. 85. Avril 1918[14].
- Jean Dufrénoy et Raymond Molinéry. Contribution préliminaire à une nouvelle étude de la barégine : ses actions thérapeutiques, conséquences cliniques possibles. 1919
- Jean Dufrénoy et Raymond Molinéry. Études biologiques sur les eaux de Luchon. Cahors : impr. de Coueslant, 1921. 31 p.[15]
- Jean Dufrénoy et Raymond Molinéry. Les sulfuraires. Paris, L'Expansion scientifique française, 1922.
- Maladies du cédratier et du citronnier en Corse. [S. l.] : [s. n.]. 1925.
- Les sulfuraires, les barégines et les ferro-bactériacées de quelques eaux thermales. Paris [s. n.] , 1926.
- Les Mosaïques du tabac. Clermont-Ferrand, impr. de G. Mont-Louis, 1928. 15 p.
- Les Vacuoles des cellules glandulaires des poils de plantes carnivores. Paris, Librairie générale de l'enseignement,  9 p. 1929.
- Le grappe-fruit en Floride. Paris, Imprimerie Nationale, 1929.
- La Lutte contre la Maladie des Chataigniers. Annales des Epiphyties n°1. pp. 25 à 49. 1930.
- Jean Dufrénoy et Mlle Th. Frémont. Influence de la température sur les réactions des maïs à l'infection fusarienne. Berlin, Parey. 1931.
- Jean Dufrénoy et Marie-Louise Dufrénoy. Les parcs nationaux aux Etats Unis. Revue des Eaux et Forêts. Tome LXXII, n° 9,  pp. 690-695. Sept. 1934.
- Howard Sprogue Reed et Jean Dufrénoy. La Croissance, phénomène autocatalytique. Paris , G. Doin, 1935 (et Revue générale des sciences 31 octobre 1934).
- Howard Sprogue Reed et Jean Dufrénoy. Effets pathologiques de la carence ou de l'excès de certains ions sur les feuilles des Citrus. Paris, Dunod, 19 p. 1934 (et Annales agronomiques, septembre-octobre 1934).
- (en) J.E. Webber, H.S. Fawcett et J. Dufrénoy. Comparative histology of healthy a. Psorosis-affected tissues of Citrus sinensis. Berkeley. Univ of Cal, 39 p. 1935
- L Kaikenger et Jean Dufrénoy. Reboisement des châtaigneraies. Paris, impr.édit. Jouve, 12 p. 1936.
- E.J. Butler, J. Dufrénoy, E. Gäumann... et al. IIIe Congrès international de pathologie comparée Rapport section de pathologie végétale, Athènes : Editions Flammarion. 1936.
- Henri Jean Maresquelle, P. Chouard, J. Dufrénoy, A. Eichhorn, et al. Les idées modernes sur le mécanisme de la photosynthèse. Paris, Hermann, 62 p. 1941.
- L'Arboriculture fruitière américaine. La Revue horticole n°2130. 1946.
- L'effet des hormones sur la chute des fruits. La Revue horticole n°2141. 1947.
- Les récents travaux sur les hormones de croissance ef leurs applications comme herbicides. La Revue horticole n°2137. 1951.
- Quelques découvertes récentes sur les virus des plantes. La Revue horticole n°2179. 1951.
- Marie-Louise Dufrénoy et Jean Dufrénoy. Contribution à l'histoire de la photosynthèse. La Revue horticole n°2176. 1951.
- Jean Dufrénoy, Jacques Rousseau, Marie-Louise Dufrénoy. Les Plantes antiscorbutiques. Impr. de Persan-Beaumont, 4 p. 1954.
- Senescence chez les végétaux chlorophylliens. Madrid, impr. Pueyo, 1952.
- Interaction du chlorhydrate de 2-méthyl-4-amino-1-naphtol (vitamine K5) et de l'acide 2,4-dichlorophénoxyacétique (2,4-D). Paris. Impr. Union, 1952.
- Les antibiotiques et l'agriculture [S. l.] : [s. n.]. 1954.
- Marie-Louise Dufrénoy et Jean Dufrénoy. Le temps biologique. Paris : Pacomhy société d'édition Sarl, 1955.
- La plante, machine végétale. Persan Beaumont, 1956.
- Pollutions atmosphériques urbaines : Le "smog". Paris, Pacomhy, 1958.
- Magnésium et pathologie comparée. Paris, Pacomhy, 1961.
- Les deux grands groupes d'organo-phosphorés : les "gaz de guerre" et les "insecticides". Paris, Pacomhy, 1962

#### Statistiques
- Méthodes statistiques appliquées à la Pathologie végétale. Annales des Êpiphyties et de Phytogénétique. pp. 147-256, 1936.
- Études épidémiologiques appliquées à la tavelure du pommier. Rev. Microb. Appl., mars-avril 1936.
- avec Marcel Vezian. Problèmes statistiques relatifs à la désinfection des semences : les distributions binomiales, normales et non normales. Revue de Microb. Appl., novembre-décembre 1936
- avec Marcel Vezian. Représentation des phénomènes biochimiques et épidémiologiques par la courbe IV de Pearson. Rev. Microb. Appl. n°3 : pp. 135-143, mai-juin 1937.
- La désinfection des graines, Rev. Microb. Appl. n°3, pp. 144-157, mai-juin 1937.
- avec Marcel Vezian et P. Gisquet. Introduction à la génétique du tabac. Paris, Imprimerie nationale. Mémorial Serv. Expl. Indust. des Tabacs, I, série B. I., 1-155, 1937.
- avec G. Mandillon et C. Valatx. Épidémiologie des oreillons. Bordeaux. Gaz. Hebd. Se. Méd.  n° 19, 8 mai 1938.
- Signification de la liberté en biologie. Journal de la société statistique de Paris, tome 79 (1938), p. 115-139[16].

- (en) avec P. J. Mills. Germination of buds of Sugar Cane. Proceed. Louisiana Acad. Se, 17-9, 1943.
- Représentation linéaire de distributions logarithmiques. Paris, Jour. Soc. Statist. 88, pp. 47-53, 1947.
- (en) Regression curves of dry weights of plant organs on levels of an essential microelement in the nutrient solution. Soil Science, 65, 1948.
- Marie-Louise Dufrénoy et Jean Dufrénoy. Distribution des aptitudes et distribution des richesses. Paris, Jour. Soc. Statist. août 1948.
- Marie-Louise Dufrénoy et Jean Dufrénoy. La distribution des biens et la distribution des aptitudes.  Paris, Jour. Soc. Statist. t. 89 août 1948, pp. 321-333
- Les méthodes aux anographiques et leur application au dosage des antibiotiques. Ann. Parasitol, 22. pp.449-79, 1948.
- Effets protecteurs du nitrate de potasse vis-à-vis des désherbants chimiques. La Potasse, pp. 165-167. novembre 1950.
- Marie-Louise Dufrénoy et Jean Dufrénoy. La courbe d'oubli. Rev. Pathol. Comp. et  Hyg. Gén., 50 pp.526-527, 1950.
- (en) avec F. M. Goyan.  A graphical calculator for statistical analysis. Jour. Am. Pharm. Assoc, 36. pp. 309-314. 1947. A graphical calculator for bioassays pp.305-308.
- (en)  avec J. L. Plumb.  A graphical calculator for statistical analysis of experiments in Entomology. Tram. 9th Intern. Congr. Entomol. 1 pp. 1068-70, 1952.
- Marie-Louise Dufrénoy et Jean Dufrénoy. La distribution des biens et des richesses obéit-elle à une loi naturelle ? [appliquée aux exploitations agricoles]. Journal de la Société de statistique de Paris, Tome 106, pp. 255-272. 1965[17].

- avec Marie-Louise Dufrénoy. Prévision et prospective. Journal de la Société de statistique de Paris, Tome 107, pp. 183-194. 1966[18].

### Traductions
- Sir Jagadis Chunder Bose (1858-1937) traduit par J. et M. L. Dufrénoy. La Physiologie de la photosynthèse, Paris, Gauthier-Villars, 302 p. 1927[19].